# Sleeping Dogs (відеогра)
Sleeping Dogs (укр. Сплячі пси) — відеогра в жанрі Action-adventure, розроблена United Front Games разом зі Square Enix London Studios та опублікована Square Enix, випущена 14 серпня 2012 для Microsoft Windows, PlayStation 3 і Xbox 360. Події гри відбуваються в Гонконзі. Головний герой — поліцейський «Вей Шен», який виконує таємну операцію, щоб проникнути в «Тріаду» (таємне злочинне суспільство).

## Сюжет
Місце подій гри — сучасний Гонконґ. Головний герой — поліцейський з Сан-Франциско на ім'я Вей Шен, який повертається до рідного міста для роботи під прикриттям. Завдяки особистим зв'язкам з місцевою мафією, тріадою Сан Он Йі, Вей намагається вийти на ватажків гонконзького криміналітету і посадити їх за ґрати.
Хоча й сюжетна лінія місій необхідна для проходження гри та розблокування певного змісту і частин міста, побічні місії непотрібні, оскільки гравець може завершити їх на свій розсуд. Якщо не проходити сюжет місій, гравець може вільно переміщатися, або викрадати автомобілі, приєднуватися до бійки в клубі, співати караоке, відвідувати гральні заклади, робити ставки й брати участь у вуличних перегонах. Існує також кілька потенційних подруг для Вей Шена на день. В разі успішного завершення побічних місій гравець отримає грошові, або ж бонусні нагороди.

## Ігровий процес

Бойова сцена із гри

Ігровий процес в Sleeping Dogs надає гравцю відкритий світ, в якому йому надана можливість вільно пересуватися. Гравець керує Вей Шеном, китайсько-американським поліцейським, який намагається таємно проникнути в Sun On Yee, одну з Тріад. Гравець може ходити, бігати, стрибати, долати перешкоди та плавати, а також використовувати зброю та бойові мистецтва в бою. Гравцю також доступно керувати різними транспортними засобами: автомобілями, човнами та мотоциклами.
Бойова система дуже схожа на Batman: Arkham Asylum. Завдяки цьому, гравець може вести вогонь наосліп та прицілюватись в конкретного ворога. Також, завдяки досвіду розробників, над проектами Need for Speed, Вей може перестрибувати зі свого транспортного засобу на інший.
Хоча й багатокористувацького режиму гри не існує, у грі присутня онлайн-статистика гравців, щоб вони могли порівнювати результати.

## Персонажі
- Вей Шен — головний герой гри Sleeping Dogs. Рік народження 1984. Американець китайського походження. Працює в поліції Гонконґу поліцейським у цивільному одязі, тобто, поліцейським під прикриттям, з метою влитися в Тріаду міста. Вей дуже талановитий майстер бойових мистецтв, стрілець та водій.
- Джекі Ма — найкращий друг Вея, з яким вони дружать з дитинства. Учасник угрупування Water Street, згодом прийнятий в Сун-Он-Йі. Пізніше піддався жорстоким тортурам і був вбитий містером Туном.
- Вінстон Чу — лідер вуличної банди Water Street. Велику частину часу мешкає в задній кімнаті ресторану своєї матері, звідкіля й роздає свої вказівки. Чу — грубий, проте людина, яка цінує сім'ю. Вбитий на своєму весіллі разом з нареченою.
- Сем Лінь — лідер вуличної банди Jade. Лінь — друг дитинства Вінстон Чу, з яким вони планували свої перші кроки в кримінальній схемі міста. Проте пізніше очолили дві абсолютно різні банди, між якими назріло суперництво. Був вбитий місіс Чу — матір'ю Вінстона — як помста за смерть сина.
- Генрі Лі на прізвисько «Веселун» — найвпливовіший з «Червоних жердин» в організації Сун-Он-Йі. Займається торгівлею наркотиками. Один з головних антагоністів Sleeping Dogs. В кінці гри був вбитий Шеном за допомогою машини для подрібнення льоду.
- Місіс Чжень на прізвисько «Кривоноса». Союзниця Вінстона Чу. Після смерті дядька, стала новою главою Сун-Он-Ій — відповідно тіткою Чжень.
- Ховард Цао на прізвисько «Жирний». Контролює великий ринок гральних закладів.
- Девід Ва-Лінь на прізвисько «Дядечко По» — голова дракона/керівник Сун-Он-Йі. Витрачає час і гроші на благодійність, і добре відомий як покровитель кварталів, контрольованих Сун-Он-Йі. Був вбитий у лікарні своїм старим знайомим — інспектором Пендрі.
- Сонні Уо — глава компаній Three Circle Entertainment — великий гравець на ринку кіно, телебачення і музики. Має зв'язок з Генрі Лі. Був заарештований поліцейськими Пендрі.
- Ріккі Уон — права рука і особистий охоронець Сонні Уо.
- Лю Шен Тун — головний кілер Генрі Лі.
- Конрой Ву — права рука Вінстона Чу.
- Томас Пендрі — старший інспектор Департаменту Поліції Гонконґу. Саме він наказує Вей Шену, влитися в організацію Сун-Он-Йі. Заарештований завдяки зібраним Шеном доказам.
- Реймонд Мак — сержант ДПГК, помічник Томаса Пендрі.
- Джейн Тен — інспектор поліції Гонконґу, спочатку недолюблювала Шена, згодом стала до нього досить лояльною.

## Обставини виходу
У 2009 році Activision анонсувала вихід гри «True Crime: Hong Kong», проте бюджет збільшувався, а фінансове становище погіршувалося, тому компанія вирішила закрити проект. Через півроку, всі напрацювання гри викупив видавець Square Enix, який і видав дану гру, 17 серпня 2012 під назвою Sleeping Dogs, її було змінено, оскільки право власності на назву компанія не викупила.

## Огляди
| Агрегатор    | Оцінка                                 |
| ------------ | -------------------------------------- |
| GameRankings | (PC) 86.44% (PS3) 83.71% (X360) 81.35% |
| Metacritic   | (PC) 84/100 (PS3) 82/100 (X360) 80/100 |

| Видання                                  | Оцінка  |
| ---------------------------------------- | ------- |
| Computer and Video Games                 | 8.4/10  |
| Edge                                     | 6/10    |
| Eurogamer                                | 7/10    |
| G4                                       | [ 14 ]  |
| Game Informer                            | 7.75/10 |
| GameSpot                                 | 8/10    |
| GameSpy                                  | [ 17 ]  |
| GamesRadar+                              | [ 18 ]  |
| GamesTM                                  | 8/10    |
| GameTrailers                             | 8.3/10  |
| IGN                                      | 8.5/10  |
| PlayStation Official Magazine — UK       | 9/10    |
| Official Xbox Magazine (Велика Британія) | 9/10    |

| Видання | Оцінка |
| ------- | ------ |
| PlayUA  | 8.5/10 |

Sleeping Dogs в загальному одержав позитивні оцінки. Агрегатори оглядів GameRankings та Metacritic дали PC версії 86.44 % та 84/100, для PlayStation 3 версії 83.71 % та 82/100, та для Xbox 360 версії 81.35 % та 80/100.
|  | Sleeping Dogs – гра, варта часу та витраченої на неї копійчини усіх любителів бойовиків та швидкісного екшену. За нею ти можеш провести не один десяток годин, постійно знаходячи нові й нові розваги. Жодна з особливостей цяцьки не дотягує до ідеалу, та, зібрані докупи, вони створюють чудове поєднання, яке допоможе любителям сендбоксів не нудьгувати в очікуванні GTA V. |

 ---Огляд на PlayUA